# Mercogliano
Mercogliano är en kommun i provinsen Avellino, i regionen Kampanien. Kommunen hade 12 369 invånare (2017) och gränsar till kommunerna Avellino, Monteforte Irpino, Mugnano del Cardinale, Ospedaletto d'Alpinolo, Quadrelle samt Summonte.